# Timothy Daly
Pour les articles homonymes, voir Daly.
Timothy Daly, aussi connu sous le nom usuel de Tim Daly, est un acteur, réalisateur et producteur de cinéma américain né le 1er juin 1956 à New York, État de New York (États-Unis).
Il commence sa carrière à la fin des années 1980 mais se fait réellement connaitre du grand public grâce à la série télévisée Wings (1990-1997). Ce premier rôle lui permet de jouer la vedette dans des longs métrages tels que Year of the Comet, Denise au téléphone, Dr Jekyll et Ms Hyde, L'Associé et L'Objet de mon affection ainsi que dans de nombreux téléfilms.   
Dans le même temps, il est choisi pour être la voix du personnage emblématique de DC Comics, Superman, dans la série d'animation Superman, l'Ange de Metropolis (1996-2000). Indisponible pour reprendre le rôle dans la série La Ligue des justiciers (2001-2006), il retrouve le personnage dans les films Superman: Brainiac Attacks (2006), Superman/Batman : Ennemis publics (2009), Superman/Batman : Apocalypse (2010) et La Ligue des justiciers : Échec (2012).
À partir des années 2000, il joue essentiellement des rôles de soutien au cinéma (Basic, Dans les cordes, Return to Sender) et incarne le rôle principal de l'éphémère mais remarquée série télévisée d'action Le Fugitif (2000-2001), qui lui vaut le Satellite Award du meilleur acteur dans une série télévisée dramatique. Après avoir essuyé quelques échecs télévisuels avec les séries Eyes et The Nine : 52 heures en enfer, il parvint à renouer avec le succès grâce à la série télévisée dramatique Private Practice (2007-2012), un spin-off du drama médical Grey's Anatomy.  
Durant la décennie suivante, il confirme à la télévision, grâce à la série télévisée dramatique Madam Secretary, tout en jouant pour le cinéma indépendant.

## Biographie

### Jeunesse et formation

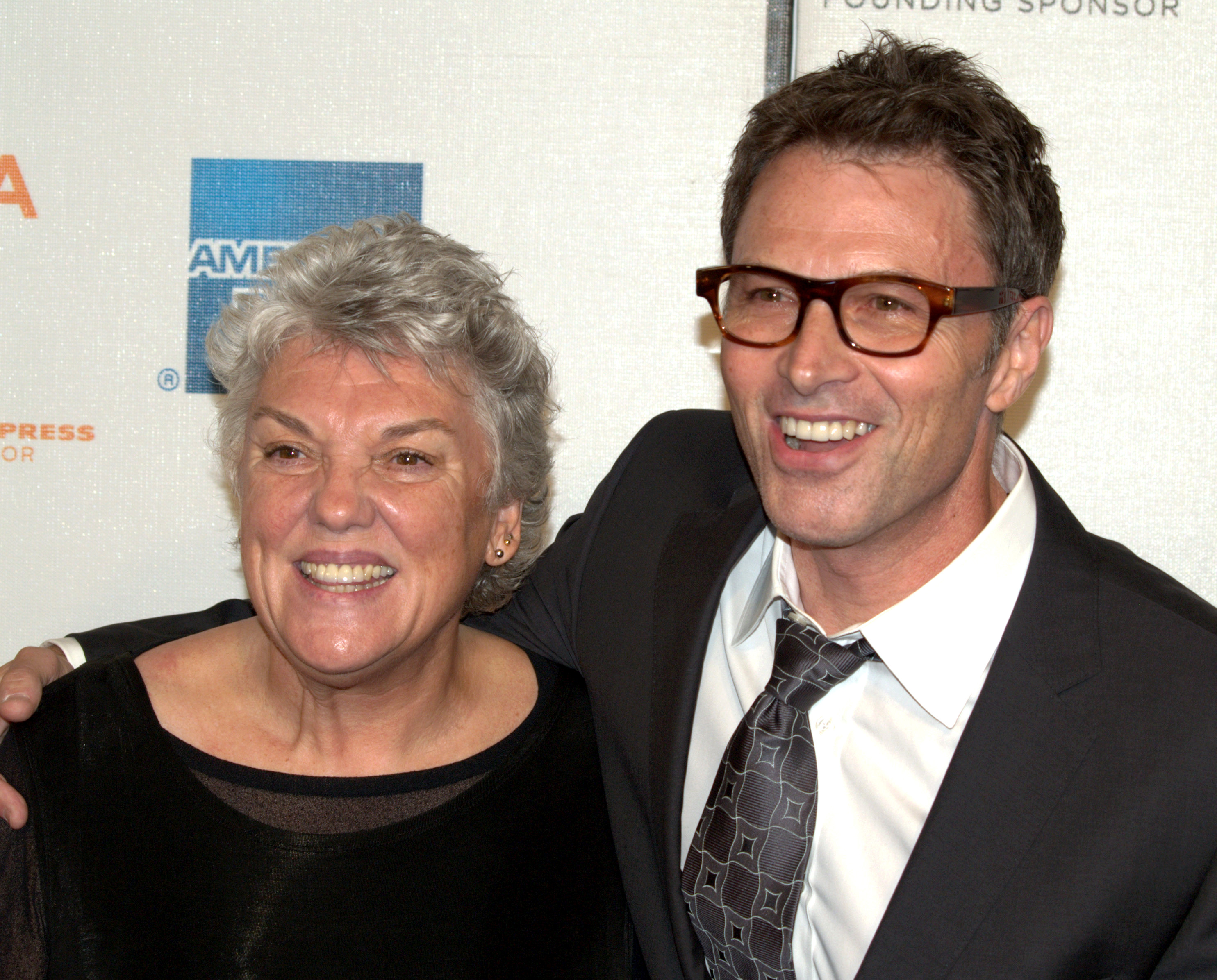
Tim Daly et sa sœur, l'actrice Tyne Daly, en 2009.

Fils de l'acteur James Daly et de Hope Newell, il est le frère de l'actrice Tyne Daly (notamment connue en France pour avoir joué dans la série Cagney et Lacey) ainsi que de Pegeen Michael Daly et Glynn Daly (qui est mariée au compositeur américain Mark Snow). Il est l'ex beau-frère de Georg Stanford Brown.
Il a des origines irlandaises, anglaises, suédoises et allemandes. 
Dans un premier temps, il envisage une carrière sportive ou musicale, mais aussi de médecin ou avocat avant de finalement obtenir son baccalauréat en arts du théâtre, à l'université Bennington College, en 1979. 

### Carrière

#### Débuts, révélation et animation (1980-1990)

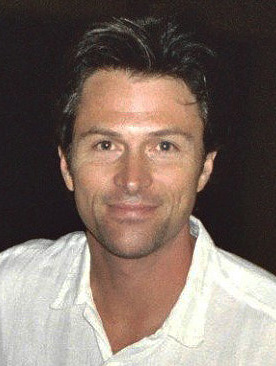
Aux Emmy Awards 1995.

Il fait sa première apparition à la télévision alors qu'il n'a que dix ans, pour le drame Un ennemi du peuple, téléfilm américain de Paul Bogart, diffusé en 1966. Il termine ses études d'arts dramatique et obtient son premier rôle majeur, au cinéma, dans le film Diner, sous la direction de Barry Levinson qui lui permet de donner la réplique à Kevin Bacon et Mickey Rourke.  
Il s'ensuit rapidement les longs métrages Une fille à aimer du réalisateur français Édouard Molinaro et Bienvenue au Paradis d'Alan Rudolph. À la télévision, il joue dans des téléfilms et apparaît dans quelques séries télévisées, se démarque un des premiers rôles de la série dramatique Almost Grown dans laquelle il partage la vedette aux côtés de Eve Gordon et Michael Alldredge.  
En 1987, sa participation à la pièce dramatique Coastal Disturbances est récompensée d'un Theatre World Awards du meilleur acteur.  
Il se fait ensuite réellement connaître, grâce à la série télévisée Wings, dans laquelle il incarne l'un des personnages principaux, Joe Hackett, de 1990 à 1997. Il obtient le rôle face à Kevin Conroy avec qui il travaille ensuite pour la série télévisée d'animation Superman, l'Ange de Metropolis. 
En 1992, il fait partie de la distribution principale de la comédie Year of the Comet avec Penelope Ann Miller. L'année d'après, il joue aux côtés de la jeune Halle Berry dans la mini série dramatique Queen. Dans le même temps, Wings lui permet de tenir la vedette de plusieurs téléfilms sous la direction de cinéastes tels que Dick Lowry, Tommy Lee Wallace et David Greene. 
À la fin des années 1990, il multiplie les rôles au cinéma : dont le critiqué Dr Jekyll et Ms Hyde, mais aussi la comédie Denise au téléphone, le remake de Donald Petrie de L'Associé, film français réalisé par René Gainville, sorti en 1979, ainsi qu'un second rôle aux côtés de Jennifer Aniston et Paul Rudd dans la romance L'Objet de mon affection.

#### Perte de vitesse et retour au succès (2000-2010)

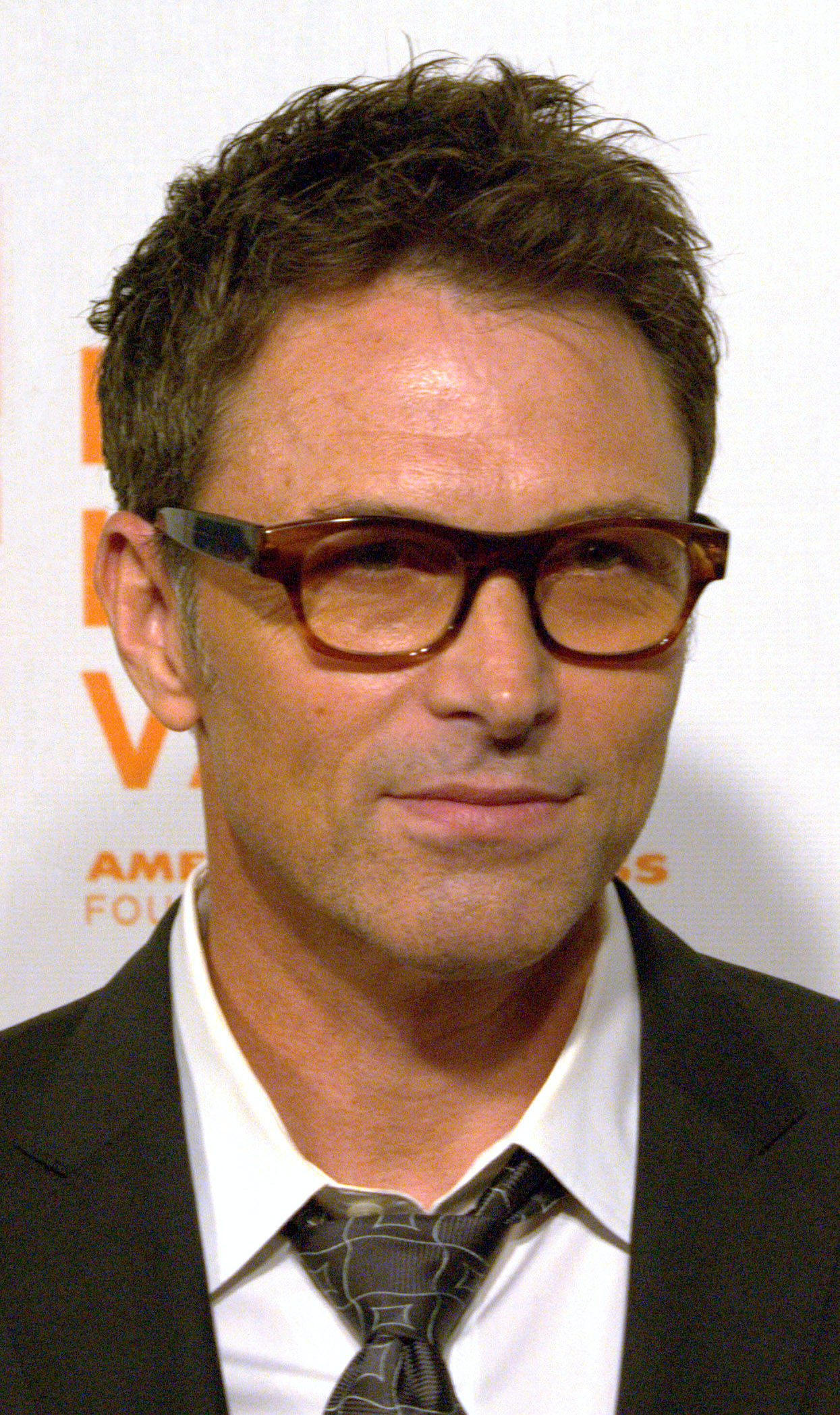
Au Festival du film de Tribeca 2009.

Entre 2000 et 2001, il joue le rôle titre de la série d'action Le Fugitif. Il s'agit du remake de la série Le Fugitif de 1963. En dépit d'un faible succès d'audiences, la production étant arrêtée à l'issue des vingt trois épisodes qui constituent l'unique saison, ce show lui permet de remporter le Satellite Award du meilleur acteur dans une série télévisée dramatique et d'être cité pour le Screen Actors Guild Awards de cette même catégorie.   
L'année d'après, il joue son propre rôle le temps d'un épisode de Monk.   
En 2003, il joue et produit le téléfilm dramatique salué par la critique Edge of America, notamment cité lors des Daytime Emmy Awards. L'année suivante, il réalise et produit le long métrage dramatique Bereft dans lequel il s'octroie un petit rôle mais qui met en vedette Vinessa Shaw et Tim Blake Nelson.  
En 2005, il joue dans la série criminelle Eyes aux côtés de Garcelle Beauvais, Eric Mabius et Laura Leighton. Cette création de John McNamara est rapidement annulée, faute d'audiences. L'année d'après, il persévère à la télévision en jouant un premier rôle mais n'a pas plus de chances avec The Nine : 52 heures en enfer, qui suit le même parcours et ne dépasse pas l'unique saison.  
Entre 2004 et 2007, sa participation exceptionnelle à une poignée d'épisodes de la série acclamée par les critiques, Les Soprano, lui vaut une citation pour le Primetime Emmy Award du meilleur acteur invité dans une série télévisée dramatique.  
Entre 2007 et 2012, il est payé 100 000 dollars par épisode pour jouer dans le premier spin-off de Grey's Anatomy, Private Practice. Une création de Shonda Rhimes qui se concentre sur le personnage d'Addison Forbes-Montgomery jouée par Kate Walsh, dans laquelle il incarne le séduisant Pete Wilder, docteur spécialisé en médecine alternative. Son contrat n'est cependant pas reconduit pour la sixième et dernière saison en raison de coupe budgétaire.   

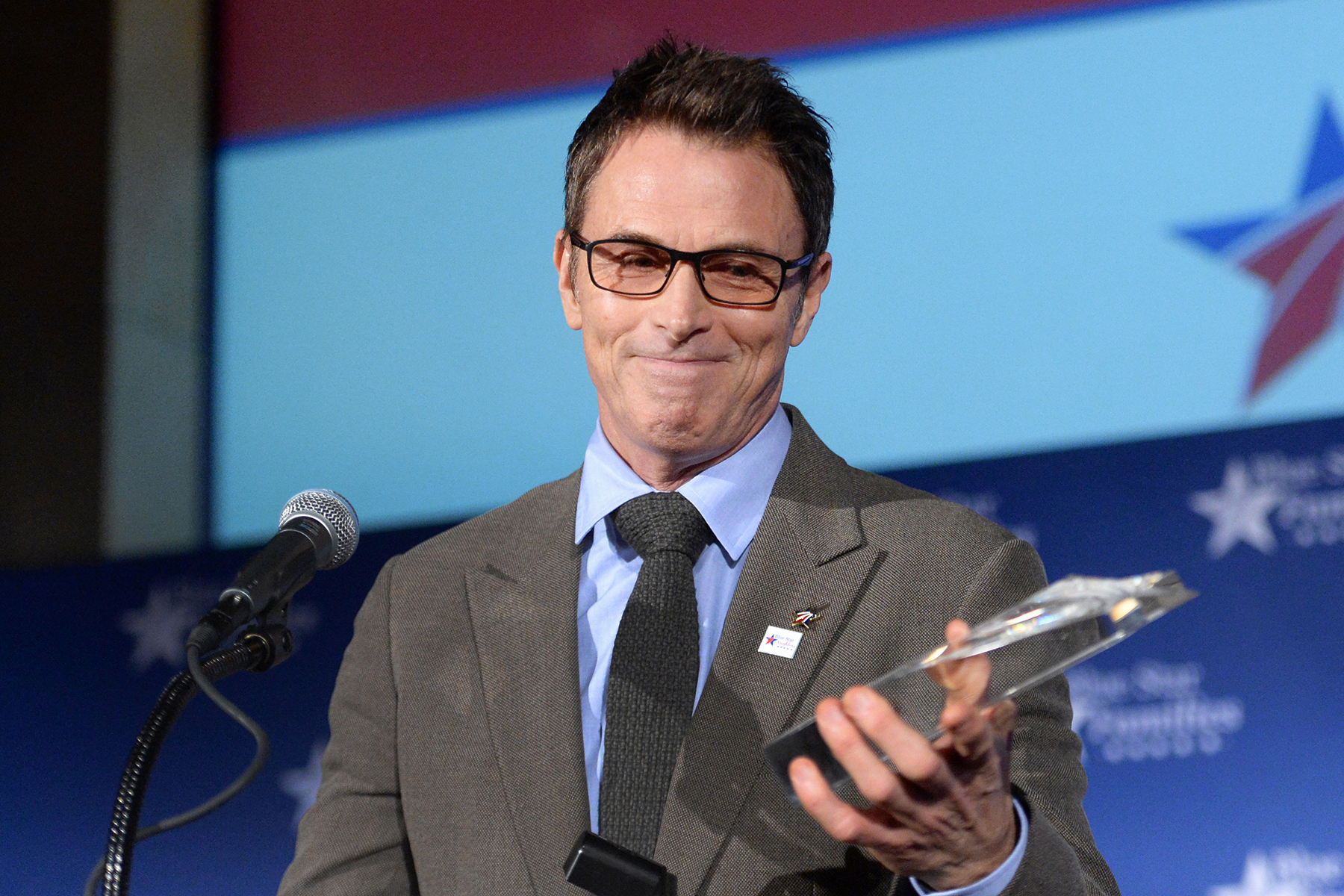
En 2015.

Il poursuit alors avec des rôles de guest star (Hawaii 5-0, The Mindy Project, Hot in Cleveland) avant de connaître un nouveau succès avec la série dramatique Madam Secretary ou il rencontre Téa Leoni qui joue le rôle titre et devient son petit ami.   

### Vie privée
Il a été marié à l'actrice Amy Van Nostrand (en), de 1982 à 2010, avec qui il a eu deux enfants : Sam Daly (né en 1984) et Emelyn Daly (née en 1989).  
Le 1er novembre 2013, il assiste à une fusillade à l'aéroport de Los Angeles qui fera un mort et sept blessés,,.
Depuis décembre 2014, il est en couple avec sa co-star de Madam Secretary, Tea Leoni. Le couple se marrie en juillet 2025.
En début d'année 2017, l'acteur se blesse les deux jambes dans un grave accident de ski, qui nécessite six à huit semaines de convalescences. 
C'est un proche ami du comédien Steven Weber avec qui il a déjà travaillé à quelques reprises.

## Filmographie

### Cinéma

#### Longs métrages
- 1982 : Diner de Barry Levinson : William "Billy" Howard
- 1984 : Une fille à aimer (Just the Way You Are) d'Édouard Molinaro : Frank Bantam
- 1987 : Bienvenue au Paradis (Made in Heaven) d'Alan Rudolph : Tom Donnelly
- 1988 : Mon voisin Totoro de Hayao Miyazaki : Professeur Kusakabe (voix anglaise)
- 1988 : L'Ensorceleuse (en) (Spellbinder) de Janet Greek (en) : Jeff Mills
- 1990 : Love or Money de Todd Hallowell (en) : Chris Murdoch
- 1992 : L'Année de la comète (Year of the Comet) de Peter Yates : Oliver Plexico
- 1994 : Liaison Trouble (en) (Caroline at Midnight) de Scott McGinnis : Ray
- 1995 : Denise au téléphone (Denise Calls Up) d'Hal Salwen (en) : Frank Oliver
- 1995 : Dr Jekyll et Ms Hyde de David Price : Dr Richard Jacks
- 1996 : L'Associé (The Associate) de Donald Petrie : Frank
- 1998 : L'Objet de mon affection (The Object of My Affection) de Nicholas Hytner : Dr Robert Joley
- 1999 : Seven Girlfriends (en) de Paul Lazarus : Jesse
- 2003 : Basic de John McTiernan : Styles
- 2004 : Dans les cordes (Against the Ropes) de Charles S. Dutton : Gavin Reese
- 2004 : Return to Sender : Martin North
- 2004 : Bereft de lui-même : Happy
- 2006 : Superman: Brainiac Attacks de Curt Geda : Clark Kent / Superman (voix)
- 2006 : Mr. Gibb (en) de David Ostry : Ronald Gibb
- 2009 : Superman/Batman : Ennemis publics (Superman/Batman: Public Enemies) de Sam Liu : Clark Kent / Superman (voix)
- 2009 : The Skeptic de Tennyson Bardwell (en) : Bryan Becket
- 2010 : Superman/Batman : Apocalypse de Lauren Montgomery : Clark Kent / Superman (voix)
- 2012 : La Ligue des justiciers : Échec (Justice League: Doom) de Lauren Montgomery : Clark Kent / Superman (voix)
- 2013 : Waking de Ben Shelton : Jonathan
- 2014 : Low Down de Jeff Preiss (en) : Dalton
- 2015 : A Rising Tide (en) de Ben Hickernell : Tom Blake
- 2016 : Submerged (en) de Steven C. Miller : Hank
- 2018 : After Darkness (en) de Batan Silva : Raymond Beaty
- 2023 : Finestkind de Brian Helgeland
- 2024 : The Unholy Trinity de Richard Gray

#### Courts métrages
- 2010 : Dilf de Geoffrey Edwards : Jake Holt
- 2012 : Other O.S. de Donovan Davis : Aaron Carson

### Télévision

#### Séries télévisées
- 1981 : Capitaine Furillo (Hill Street Blues) : Dann
- 1983 : Ryan's Four (en) : Dr Edward Gillian
- 1986 : Alfred Hitchcock présente (Alfred Hitchcock Presents) : Scott
- 1986 : American Playhouse (en) : Richard
- 1987 : À nous deux, Manhattan (I'll Take Manhattan) : Toby Amberville
- 1988 - 1989 : Almost Grown : Norman Foley
- 1989 : Jack Killian, l'homme au micro (Midnight Caller) : Elliot Chase
- 1990 - 1997 : Wings : Joseph Montgomery Hackett
- 1993 : Queen (en) : Col. James Jackson Jr.
- 1995 : The John Larroquette Show : Thor Merrick
- 1996 - 2000 : Superman, l'Ange de Metropolis (Superman: The Animated Series) : Superman / Clark Kent / Bizarro (voix)
- 1998 : De la terre à la lune (From the Earth to the Moon) : James Lovell
- 1999 : La Tempête du siècle (Storm of the Century) : Mike Anderson
- 2000 - 2001 : Le Fugitif (The Fugitive) : Dr Richard Kimble
- 2002 : Monk : lui-même
- 2003 : Amy : Monty Fisher
- 2004 - 2007 : Les Soprano (The Sopranos) : J.T. Dolan
- 2005 : Eyes : Harlan Judd
- 2006 : Commander in Chief : Cameron Manchester
- 2006 - 2007 : The Nine : 52 heures en enfer (The Nine) : Nick Cavanaugh
- 2007 : New York, unité spéciale (Law and Order: Special Victims Unit) : Révérend Jeb Curtis (saison 8, épisode 17)
- 2007 : Grey's Anatomy : Dr Pete Wilder
- 2007 - 2012 : Private Practice : Dr Pete Wilder
- 2013 : Hawaii 5-0 : Ray Harper
- 2014 : The Mindy Project : Charlie Lang
- 2014 : Hot in Cleveland : Mitch
- 2014 - 2015 : The Daly Show : Tim
- 2014 - 2019 : Madam Secretary : Henry McCord

#### Téléfilms
- 1966 : An Enemy of the People de Paul Bogart : Morten Stockmann
- 1984 : I Married a Centerfold (en) de Peter Werner : Kevin Coates
- 1985 : Le Miroir aux alouettes (Mirrors) de Harry Winer : Chris Philips
- 1989 : Red Earth, White Earth de David Greene : Guy Pehrsson
- 1993 : In the Line of Duty: Ambush in Waco (en) de Dick Lowry : David Koresh
- 1994 : Dangerous Heart de Michael Scott : Angel
- 1994 : Witness to the Execution (en) de Tommy Lee Wallace : Dennis Casterline
- 1999 : Execution of Justice de Leon Ichaso (en) : Dan White
- 2000 : A House Divided de John Kent Harrison : Charles Dubose
- 2002 : Un mystérieux étranger (The Outsider) de Randa Haines : Johnny Gault
- 2003 : Un bateau de rêve (Wilder Days) de David Mickey Evans : John Morse
- 2003 : Edge of America de Chris Eyre : Leroy McKinney

### Jeux vidéos
- 1999 : Superman : Superman
- 2002 : Superman: Shadow of Apokolips : Clark Kent / Superman

### Comme producteur
- 1999 : Execution of Justice de Leon Ichaso (en) (téléfilm)
- 2000 : Tick Tock de Kevin Tenney (film)
- 2003 : Edge of America de Chris Eyre (téléfilm)
- 2009 : PoliWood de Barry Levinson (film)
- 2014 : Low Down de Jeff Preiss (en) (film)

### Comme réalisateur
- 2004 : Bereft (film)  — également producteur —

### Comme scénariste
- 2013 : The Daly Show (série télévisée, 1 épisode)

### Théâtre
- 1987-1988 : Coastal Disturbances : Leo Hart[13]
- 2005 : Henry Flamethrowa : Peter (Off-Broadway)[14]
- 2006 : The Caine Mutiny Court-Martial : Lieutenant Commandant John Challee[14]

## Distinctions

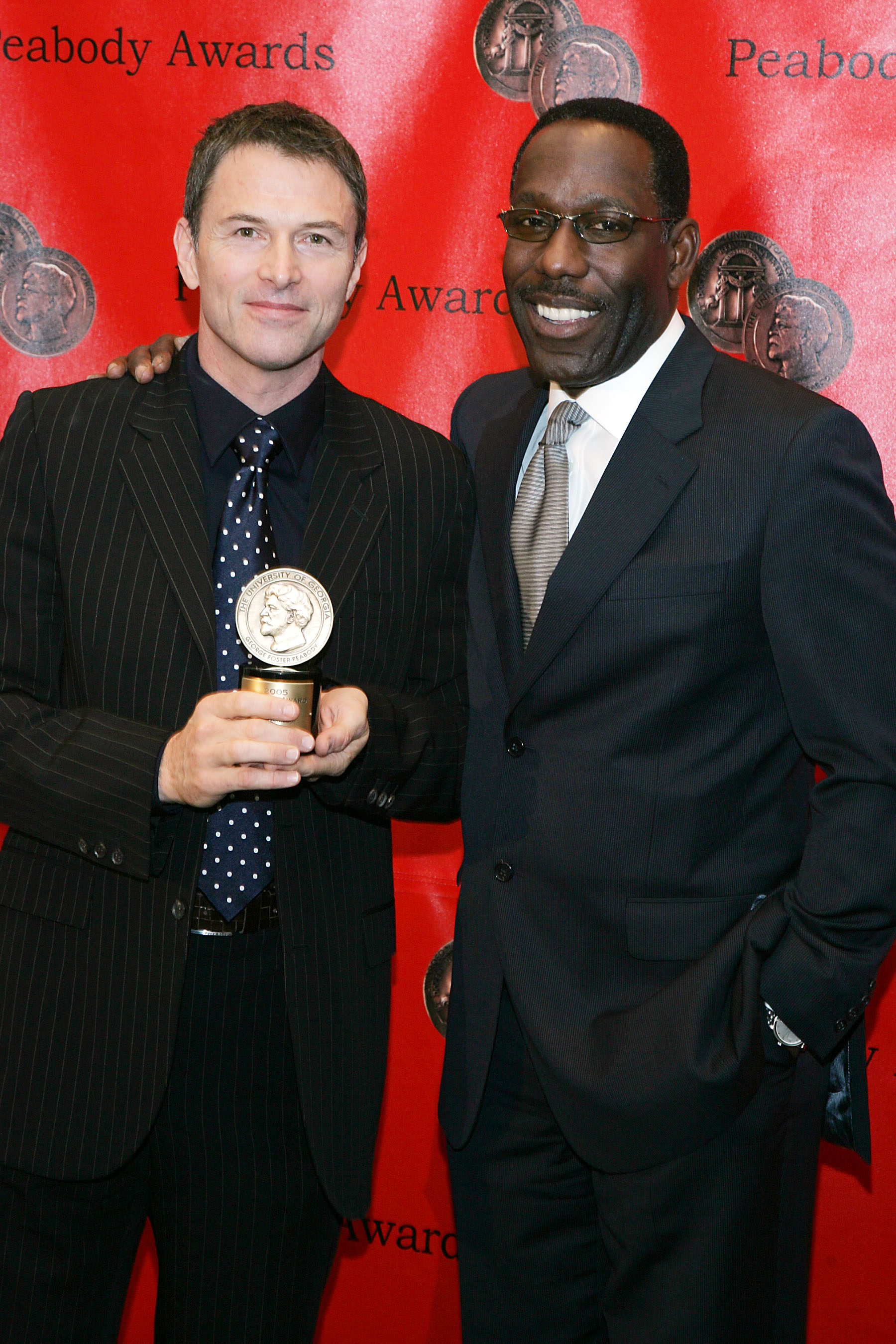
Tim Daly et James McDaniel lors des Peabody Awards 2006.

Sauf indication contraire ou complémentaire, les informations mentionnées dans cette section proviennent de la base de données IMDb.

### Récompenses
- 1987 : Theatre World Awards du meilleur acteur dans une pièce de théâtre pour Coastal Disturbances (1987-1988).
- 2001 : Online Film & Television Association Awards du meilleur acteur dans une nouvelle série télévisée dramatique pour Le Fugitif (The Fugitive)  (2000-2001).
- 6e cérémonie des Satellite Awards 2001 : Meilleur acteur dans une série télévisée dramatique pour Le Fugitif (The Fugitive)  (2000-2001).
- Vail Film Festival (en) 2008 : Lauréat du Prix du meilleur acteur.
- Behind the Voice Actors Awards 2013 : 
  - BTVA People's Choice Voice Acting Awards de la Meilleure performance vocale d'ensemble dans un téléfilm, un film sorti directement en dvd ou un court métrage pour La Ligue des justiciers : Échec (Justice League: Doom) (2012).
  - BTVA Special/DVD Voice Acting Awards de la Meilleure performance vocale d'ensemble dans un téléfilm, un film sorti directement en dvd ou un court métrage pour La Ligue des justiciers : Échec (Justice League: Doom) (2012).
- Location Managers Guild International Awards 2023 : Lauréat du Prix Humanitaire partagé avec Robin Bronk.

### Nominations
- 16e cérémonie des Razzie Awards 1996 : Pire couple à l'écran dans une comédie de science-fiction pour Dr Jekyll et Ms Hyde (1995) partagée avec Sean Young.
- 7e cérémonie des Screen Actors Guild Awards 2001 : Meilleur acteur dans une série télévisée dramatique pour Le Fugitif (The Fugitive)  (2000-2001).
- 2001 : TV Guide Awards (en) de l'acteur de l'année dans une nouvelle série télévisée dramatique pour Le Fugitif (The Fugitive)  (2000-2001).
- 2005 : TV Land Awards du personnage préféré dans une série télévisée comique pour Wings (1990-1997) nomination partagée avec Steven Weber
- 2006 : Daytime Emmy Awards du meilleur interprète dans un programme spécial pour enfants/adolescents/famille dans Edge of America (en) (2003).
- Primetime Emmy Awards 2007 : Meilleur acteur invité dans une série télévisée dramatique pour Les Soprano (2004-2007).

## Voix francophones
Jusqu'au milieu des années 2000, Tim Daly est doublé par de nombreux comédiens en version française. Ainsi, il est successivement doublé par Emmanuel jacomy dans superman l'ange de Metropolis et sur d'autres apparitions animé.Chris Bénard dans Diner, Olivier Destrez dans Queen (en), Vincent Violette dans À nous deux, Manhattan,Serge Faliu dans Dr. Jekyll et Ms. Hyde, Renaud Marx dans L'Associé, Guillaume Orsat dans L'Objet de mon affection, Edgar Givry dans Basic, Jean-Philippe Puymartin dans La Tempête du siècle, Tony Joudrier dans Le Fugitif et Emmanuel Curtil dans Monk. À noter que Denis Laustriat est remplacé par Éric Etcheverry durant la mini série De la Terre à la Lune.
À partir de 2004 et le film  Dans les cordes, Bruno Choël devient sa voix régulière, le doublant dans Eyes, Grey's Anatomy, Private Practice et Madam Secretary. En parallèle, Cyrille Monge le double à deux reprises dans The Nine : 52 heures en enfer et The Mindy Project, tandis que Jérôme Keen est sa voix dans The Skeptic (en).